# Shine on You Crazy Diamond
«Shine on You Crazy Diamond» es una canción escrita por Roger Waters junto con David Gilmour y Richard Wright, grabada y publicado por la banda de rock progresivo Pink Floyd, lanzado el 15 de septiembre de 1975, como parte del álbum "Wish You Were Here". Interpretada por primera vez en la gira de 1974, la canción esta dedicada al cantante Syd Barrett, quien fue uno de los miembros originales de la banda. Fue hecha con la intención de que durara todo un lado del disco, pero resultó más larga de lo permitido, por lo que fue separada en dos partes al principio y al final del álbum. Con una duración total de 26:11, es la más larga del grupo, seguida de "Atom Heart Mother" (23:42) y de "Echoes" (23:34).

## Grabación
Según David Gilmour y Nick Mason de Pink Floyd, en el episodio Wish You Were Here de In the Studio with Redbeard, la banda grabó una toma satisfactoria, pero gracias a una nueva consola instalada en Abbey Road Studios, un eco excesivo de los otros instrumentos sobre la batería hicieron que la banda lo re-grabara. Nick Mason dijo: "Con la invención de 16 pistas y la cinta de dos pulgadas se creía por mucho tiempo que habría problemas editando una cinta tan grande. Consecuentemente cuando tocábamos estas piezas, lo hacíamos de principio a fin. Especialmente Roger y yo, por tocar la sección rítmica, lo que sería colocado primero, esto era (riendo entre dientes) un trabajo bastante difícil porque todo tenía que estar bien".
En otro incidente, un hombre fornido y con la cabeza y las cejas completamente afeitadas, vistiendo una chaqueta blanca, zapatos blancos y llevando consigo una bolsa de plástico en las manos entró al estudio mientras la banda grababa "Shine on You Crazy Diamond", aunque Nick Mason ha declarado que no está del todo seguro si fue en la grabación de esta canción en particular en la que el hombre entró al estudio. La banda no lo pudo reconocer por un tiempo, cuando de repente uno de ellos se dio cuenta de que era Syd Barrett. Para ese momento, Barrett había ganado mucho peso (cuando le preguntaron, él contestó: "He estado comiendo mucho, he comido muchas chuletas de cerdo") y había afeitado todo su pelo, incluso sus cejas, y su ausencia durante cinco años hizo que sus excompañeros se tomaran un tiempo en identificarlo. Finalmente, se dieron cuenta de quién era con lo cual Roger Waters y Richard Wright quedaron tan apenados que se quebraron en llanto. Aparentemente, cuando tocaban "Shine on You Crazy Diamond", Barrett se paró y dijo: "Bueno, ¿Cuándo me pongo mi guitarra?". El tecladista Rick Wright dijo: "Y por supuesto, él no llevaba una guitarra consigo y le dijimos, 'lo sentimos, Syd, ya grabamos las guitarras'". Cuando le preguntaron qué pensaba sobre "Shine on You Crazy Diamond", Barrett dijo que sonaba "un poco vieja". Él fue recibido con entusiasmo por la banda pero, posteriormente, se fue durante la improvisada fiesta por la boda de David Gilmour (que coincidió con ese día). Esa fue la última vez que el resto de la banda lo vio.
Coincidentemente, años después durante la producción de la película de Alan Parker, "The Wall", dicho suceso se ve reflejado evidentemente. El personaje principal, Pink (una clara alusión a Syd Barrett), gradualmente pierde la noción de la realidad, causándole un estado depresivo y desinteresado; justamente de la misma manera en la que Syd perdió el juicio y su estabilidad. Al punto del colapso emocional, Pink pierde la cordura completamente hasta el punto en el que se rasura el cuero cabelludo y las cejas completamente.
El suceso durante la grabación de "Shine on You Crazy Diamond" fue tan determinante que posteriormente se vio reflejado durante otros proyectos de la banda. Cuando se interpretó "Comfortably Numb", dentro de la película "The Wall", se ve claramente que era una canción que hace alusión al abuso de estupefacientes que Syd, y otros integrantes de la banda, frecuentaban. 
Por otro lado Rick Wright comentaría: "Fui al estudio en Abbey Road, Roger estaba sentado, mezclando en la consola y yo vi a este gran tipo calvo sentado detrás de Roger y no pensé nada de él, en aquellos días era normal que personas extrañas vagabundearan en las sesiones. Entonces Roger dijo, '¿Sabes quién es este tipo?, ¿lo sabes? Es Syd'. Eso fue un gran shock, porque yo no lo había visto en seis años".

## Partes I–V
- Parte I (Wright, Waters, Gilmour; 0:00 – 3:56) comienza con una intro en fade de un pad de sintetizador denso creado con EMS VCS3, una ARP Solina, un órgano Hammond y el sonido de dedos mojados recorriendo el filo de copas de vino con diferentes cantidades de agua (reciclado de un proyecto anterior conocido como Household Objects). Seguido por pasajes de un lastimero Minimoog y un largo solo de guitarra tocado por David Gilmour en una Fender Stratocaster usando una suave distorsión y Reverberación. La armonía cambia de Sol menor a Re menor en el minuto 2:26, después cambia a Do menor, y de nuevo a Sol menor. Esto se repite, y la parte termina con el pad de sintetizador en fade.

- Parte II (Gilmour, Waters, Wright; 3:55 – 6:28) Empieza con un Riff (Si-bemol, Fa, Sol (a tercera menor bajo el Si-bemol), Mi) repetido a través de casi toda la sección. Esto lleva la armonía a Do mayor (En comparación con el uso de Do menor en la parte I), y esto se debe a que la última nota es Mi (y no Mi-bemol). La transformación de menor a mayor se nota, y hace que este tema, en este contexto, demuestre su "brillo". En esta parte también se incluye un segundo solo de guitarra de Gilmour. Nick Mason empieza la batería luego de la cuarta repetición del tema de cuatro notas, que es el punto donde los riff cambian el tiempo.

- Parte III (Waters, Gilmour, Wright; 6:29 – 8:43) Empieza con un solo de sintetizador Minimoog de Richard Wright. Esta parte incluye un tercer solo de guitarra de David Gilmour al estilo blues. Cuando fue tocado en el tour Animals, Gilmour agregó distorsión a la guitarra para este solo.

- Parte IV (Gilmour, Wright, Waters; 8:44 – 11:10) Roger Waters es el cantante principal y David Gilmour, Richard Wright y voces femeninas de fondo cantando la armonía.

- Parte V (Waters, 11:10 – 13:30) tiene dos guitarras repitiendo un riff por cerca de un minuto. un saxofón barítono sobrepasando los sonidos, tocado por Dick Parry. termina cuando los saxofones cambian de un saxofón barítono a un saxofón tenor. luego, el tiempo cambia de 6/8 a 12/8 dando la sensación de que el tiempo acelera. El solo de saxofón tenor va acompañado por un sonido de ARP String de un sintetizador y un riff arpegiado en guitarra que va en fade hasta transformarse en telón. Un ronquido como el de una máquina aparece en fade in y se une con "Welcome to the Machine".

## Partes VI–IX
- Parte VI (Wright, Waters, Gilmour; :00 – 5:00) Comienza con fuerte viento que viene de la canción anterior "Wish You Were Here". Mientras el viento se va en fade, David Gilmour entra con el bajo. Roger Waters incluye otro bajo en un continuo patrón de riff. Después Rick Wright entra tocando un sintetizador ARP string y luego de unos compases, varias partes de guitarra rítmica (Gilmour tocará la parte rítmica usando su Fender Stratocaster negra antes de cambiar a la lap steel guitar para el solo en presentaciones en vivo de 1974 a 1977).

- Parte VII (Waters, Gilmour, Wright; 5:01 - 6:03) contiene las secciones vocales, casi idéntica a la parte IV(a través de la mitad de la duración de la parte) antes de unirse con la parte VIII.

- Parte VIII (Gilmour, Wright, Waters; 6:04 – 8:59) Empieza con Roger Waters tocando una segunda guitarra eléctrica por un riff agudo mientras Gilmour toca un riff arpegiado que une la parte VII con la VIII. El piano eléctrico de Wright le da un toque blues, acercándose al funky con la introducción del clavinet y una guitarra rítmica. Una clara progresión de ritmos por casi dos minutos que luego se irán lentamente en fade mientras una sola nota de teclado entra cerca del minuto 9.

- Parte IX (Wright, 9:00 – 12:22) Tocada en un tiempo de cuatro por cuatro. En una entrevista David Gilmour describió la parte IX como "una lenta 4/4 marcha fúnebre... un elogio musical para Syd". La batería suena en la mitad de esta parte y el teclado toca el minuto final antes de desvanecerse, se puede escuchar una pequeña parte de la melodía de "See Emily Play" (12:07), una de las canciones escritas por Syd Barrett en Pink Floyd.

## Versiones editadas
Cuatro versiones de la composición han sido editadas en distintas compilaciones:
- A Collection of Great Dance Songs (Partes I, II, IV y VII)

La versión de este álbum recopilatorio se redujo significativamente. Las partes III, V, VI, VIII y IX fueron retiradas por completo. Las partes IV y VII están unidas por el solo de guitarra de antes en la Parte IV. Por último, el riff que une las Partes VII y VIII se repite varias veces hasta que la canción da paso al pasaje introductorio de la radio de "Wish You Were Here".
- Echoes: The Best of Pink Floyd (Partes I-VII)

La versión de este álbum recopilatorio también fue recortada, pero significativamente menor. El solo de guitarra en la parte III se fue abandonado. La parte VI se acortó. Las partes VIII y IX fueron retiradas por completo. La unión de las partes V y VI es el sonido del viento. Estos son los efectos del viento mismos que se utilizan para unir "Wish You Were Here" con la parte VI en el LP original. Por último, el riff que une las partes VII y VIII se repite varias veces hasta que la canción da paso al pasaje introductorio de los relojes de "Time".
- A Foot in the Door: The Best of Pink Floyd (Partes I-V)

Esta versión también está cortada. Las partes VI-IX fueron retiradas por completo. La parte I se acortó. El solo de guitarra en la parte III se abandonó. El saxofón en la parte V tiene un desvanecimiento temprano. Por último, el murmullo de la máquina que da paso a "Welcome to the Machine" en el álbum original fue eliminado, simplemente se detiene la canción y "Brain Damage", comienza.
- P•U•L•S•E (Partes I-V, VII)

Este álbum recopilatorio y en directo, publicado en 1995 arranca con este tema, del que se interpretan las partes I a V y la VII. Y ahí no se mezclaron todas las versiones de su gira y ese audio se escucha en el DVD de P•U•L•S•E en Earls Court el 20 de octubre de 1994.
- Pink Floyd - Live at Knebworth (1990) A Perfect Reception [Festival] (Partes I-V)

Todas las partes excepto la parte III donde David Gilmour toca un tercer solo de guitarra al estilo blues fueron tocadas pero en este caso una saxofonista llamada Candy Dulfer toca los solos de saxofón con el saxofón tenor y después al final se escucha el riff repetido con el saxofón (el riff de guitarra de Gilmour y el saxofón tenor tocan el minuto final antes de detenerse y arrancar con The Great Gig in the Sky).
- Delicate Sound of Thunder (Partes I-V)

Este álbum recopilatorio y en directo, publicado en 1988 arranca con este tema, del que se interpretan las partes I a V. El riff de guitarra de David Gilmour y el saxofón tenor de Scott Page se desvanecen hasta escuchar al público y arrancar con Learning To Fly.

## Créditos
- Música — David Gilmour, Roger Waters, Rick Wright
- Letras — Roger Waters

- Roger Waters — bajo, cantante principal, guitarra eléctrica adicional en la parte VIII
- David Gilmour — Fender Stratocaster, Coro, lap steel guitar en la parte VI, bajo adicional en la parte VI , EMS Synthi AKS
- Richard Wright — órgano Hammond, ARP String Ensemble, Mini-Moog Synthesizers, clavinet en la parte VIII, Piano eléctrico en la parte VIII, Piano de cola en las partes III y IX, Coro
- Nick Mason — batería, percusión
- Dick Parry — saxofón barítono y saxofón tenor
- Carlena Williams — Coro
- Venetta Fields — Coro

Grabado desde enero a julio de 1975 en Abbey Road Studios, Londres.